# Wim Martinus
Eithel Calvin (Wim) Martinus (Aruba, 3 oktober 1963) is een Nederlands honkbalcoach en voormalig honkballer.
Martinus, een rechtshandige honkman en utility, begon op Aruba te honkballen bij de Battery Boys. Vanaf 1977 speelde hij in de hoogste afdeling van de Arubaanse competitie voor de clubs La Comoditat, Panama Store en Coca Cola Rangers. In 1983 vertrok hij naar Nederland en werd lid van Neptunus uit Rotterdam. Voor deze vereniging zou hij twintig seizoenen uitkomen en in totaal 575 hoofdklassewedstrijden voor spelen. Hij speelde zijn laatste wedstrijd op 31 augustus 2003 thuis tegen de Pioniers. Met Neptunus speelde hij twaalfmaal mee aan de Holland Series en veertienmaal mee in de play-offs. Hij behaalde met Neptunus als speler negenmaal de landstitel en vele malen de Europa cup.
In deze periode kwam hij ook twaalfmaal uit voor het Nederlands honkbalteam. Hij debuteerde tijdens de wedstrijd tegen België in Caserta tijdens het Europees Kampioenschap in Italië op 2 augustus 1991. Behalve aan dit toernooi speelde hij ook nog mee aan de Haarlemse Honkbalweek van 1992.
Als coach was Martinus in 2000 begonnen bij de Tridents, het tweede team van Neptunus. In 2004 werd hij hoofdcoach van Sparta/Feyenoord wat hij ook in 2006 zou doen. In 2006 werd hij toegevoegd aan het coaching team van het Nederlands Honkbalteam als eerste-honk-coach. Dit doet hij sindsdien al jaren zowel op het eerste als derde honk. In 2007 werd hij hoofdcoach van ADO maar een jaar later keerde hij terug naar Neptunus waar hij van 2008 t/m 2012 derde honk coach was. Van 2013 t/m 2015 was hij hoofdcoach voor Kinheim.